# メルセデスAMG・F1 W12 E Performance
メルセデスAMG・F1 W12 E Performance (Mercedes-AMG F1 W12 E Performance) は、メルセデスが2021年のF1世界選手権参戦用に開発したフォーミュラ1カーである。

## 概要
2021年3月2日(火)に、メルセデスAMGペトロナス・F1チームは2021年のF1世界選手権に参戦する新マシンを公開した。マシンの名前は昨年マシンの「W11」に続き「W12」となった。
基本的には昨年マシンの「W11」のデザインを踏襲しているが、エンジンブロックが強化された点が大きな変更点となっている。その一つとして、エンジンの性能向上を図るためにプレナムチャンバーの容積を大きくしたためエンジンカウルにふくらみが目立つようになったところである。
マシンのカラーリングは、昨年マシン同様にブラックを基調としたカラーリングとなり、これは2020年5月にアメリカで起きた黒人男性を白人警官が死に至らしめた事件が発生したことに対し、ルイス・ハミルトンが人種差別に対する抗議運動を引き続き支持したことからこのカラーリングとなったと言われている。

## 2021年シーズン
ドライバーはルイス・ハミルトンとバルテリ・ボッタスのコンビを継続。
プレシーズンテストでは、ギアボックスのトラブルが発生しテスト初日の午前中を失った。ルイス・ハミルトン(以下、ハミルトンと称す)のチームメイトのバルテリ・ボッタス(以下、ボッタスと称す)も、扱いづらい車だとコメントをしており、W12に苦戦を強いられた。ハミルトンは2度のスピンを喫し、総合タイム順位も下位に沈んだ。
開幕戦のバーレーングランプリでは、予選ではレッドブルのマックス・フェルスタッペンに0.4秒の差をつけられハミルトンが2位、ボッタスが3位でスタートをする。決勝ではフェルスタッペンとのバトルが繰り広げられたが最終的にはハミルトンが0.7秒の差をつけて優勝、ボッタスはハミルトンと37秒差で3位となったが、ファステストラップを記録した。
第2戦のエミリア・ロマーニャグランプリは、予選はハミルトンが今年度初のポールポジションを獲得し、2位のセルジオ・ペレスと3位のマックス・フェルスタッペンと僅かな差でリードした。ボッタスの順位は8位に留まり苦戦した。決勝では31周目にハミルトンがターン9でスリップし順位を落としたが、怒涛の追い上げにより2位獲得とファステストラップを記録した。ボッタスは翌32周目でウィリアムズのジョージ・ラッセルと接触しリタイアとなった。
第3戦のポルトガルグランプリでは、ボッタスがポールポジション、ハミルトンがフロントローをそれぞれ獲得し、メルセデスが前列を占めた。決勝では20周目にハミルトンがボッタスを抜きトップを守りきり優勝し、ボッタスはファステストラップを記録して3位に入った。
第4戦のスペイングランプリでは、予選ではハミルトンがポールポジションを獲得し、このグランプリでハミルトンは計100回目のポールポジションを獲得した。決勝では、1周目の1コーナーでフェルスタッペンに抜かれるが、残り6周のところでハミルトンが抜き返し1位を獲得した。
第5戦のモナコグランプリは、昨年は2019新型コロナウイルスの世界的流行により当グランプリは中止となり、2年振りの開催となった。予選はボッタスが3位、ハミルトンが7位となったが、決勝ではボッタスがピットでタイヤ交換をした際にトラブルが発生しリタイアを強いられ、ハミルトンはアンダーカットを仕掛けて順位を上げようとしたが失敗し7位入賞で留まった。これによりドライバーズランキングではフェルスタッペンが暫定1位となり、コンストラクターズランキングもレッドブルと1ポイント差で2位に沈む結果となった。
第6戦のアゼルバイジャングランプリでは、ハミルトンが2番手、ボッタスが10番手でスタートする。決勝では赤旗により残り2周残した状態で再スタートとなった。しかしハミルトンが1コーナーでタイヤロックし順位を大幅に落としてしまい、ハミルトンが15位、ボッタスが12位でゴールした。両者がノーポイントでレースを終えるのは2018年オーストリアグランプリ以来となった。
第7戦のフランスグランプリでは、ハミルトンが2番手、ボッタスが3番手でスタートし、1コーナーでフェルスタッペンがコースオフしハミルトンが首位に立つ。ハミルトンはしばらくリードを守っていたが残り2周のところでフェルスタッペンにオーバーテイクされ2位でレースを終えた。ボッタスは1ストップのみで粘ってみせるもののレッドブルの両ドライバーにオーバーテイクされ4位に終わった。
第8戦のシュタイアーマルクグランプリは、トルコグランプリが中止となった為今シーズンもレッドブル・リンクで2週連続で開催されることとなる。(トルコグランプリは後にシンガポールグランプリの代替となる)このグランプリではFP2でボッタスがピットでスピンをしてしまうミスが発生し、FIAが「危険な走行」と見なし3グリッド降格のペナルティが下される。その為予選ではボッタスは2番手を獲得したが5番手からのスタートとなり、3番手を獲得したハミルトンが2番手に繰り上げられた。決勝ではボッタスが5番手から3位まで順位を上げ表彰台を獲得し、ハミルトンは2位表彰台獲得とファステストラップを記録した。
第9戦のオーストリアグランプリは先週に引き続きレッドブル・リンクで開催された。予選はQ3に進んだものの結果はますますで、ハミルトンが4番手、ボッタスが5番手からのスタートとなった。決勝では20周目にハミルトンが2位まで上げるが、その後48周目に1コーナーでコースオフしマシンにダメージを受けたため順位を落とし4位でレースを終えた。ボッタスはハミルトンが先を譲り2位まで上がり、その後もマクラーレンのランド・ノリスと2位争いを繰り広げるがそのまま逃げ切り2位表彰台でレースを終えた。
第10戦のイギリスグランプリでは、金曜日にFP1と予選、土曜日にFP2とスプリントレースが実施され、今までのグランプリとは異なるスケジュールとなった。予選ではハミルトンがポールポジション、ボッタスが3番手となった。この順位は翌日のスプリントレースのスターティンググリッドとなる。スプリントレースではハミルトンが2番手でボッタスが3番手となり、ハミルトンに2ポイント、ボッタスに1ポイントが加点された。決勝では1ラップでフェルスタッペンと接触しハミルトンに10秒ペナルティが課されるも、速さと実力を見せつけて優勝を獲得した。
第11戦のハンガリーグランプリでは、予選ではメルセデスが1列目を占め好調だったが、決勝では雨に追われボッタスがスタート後に多重クラッシュを起こしそのままリタイア。(後に次グランプリ時5グリッド降格ペナルティとなる)レース再開後は天気は回復しハミルトンは3位でレースを終えたが、2位のベッテルが失格となった為2位表彰台を獲得した。
第12戦のベルギーグランプリはハミルトンが3番グリッド、ボッタスが12番グリッド(前グランプリのペナルティを含む)の結果となった。決勝は大雨の中始まるが、フォーメーションラップでレッドブルのペレスがクラッシュしたためレースが中断され、約3時間後にセーフティーカーを先頭にレースが再開するが、雨が断続的に降り続き、さらに路面も濡れきっていた為わずか3周でレースが中止された。本レースは規定周回数の75％を満たしていない為ハーフポイントとなった。

## スペック

### シャシー
- 名称: メルセデスAMG F1 W12 E Performance
- モノコック: カーボンファイバー/ハニカムコンポジット複合構造
- ボディワーク: カーボンファイバーコンポジット/エンジンカバー、サイドポッド、フロア、ノーズ、フロントウイング、リアウイング
- コクピット: カーボンファイバーコンポジット（取り外し可能）、OMPレーシング 6点式セーフティベルト、HANSシステム
- 安全構造: コクピット・サバイバルシェル/耐衝撃構造&進入防止パネル、フロント/サイド/リア インパクトストラクチャー、フロント&リア ロールストラクチャー、チタニウム製ドライバー防護装置（Halo）
- サスペンション
  - フロント: カーボンファイバー製ダブルウィッシュボーン、プッシュロッド式トーションバー&ロッカー
  - リア: カーボンファイバー製ダブルウィッシュボーン、プルロッド式インボードスプリング&ロッカー
- ホイール: O・Z：マグネシウム製
- タイヤ: ピレリ
- ブレーキシステム: カーボン・インダストリー カーボンディスク&パッド、リア・ブレーキ・バイ・ワイヤ
- ブレーキキャリパー: ブレンボ
- ステアリング: パワーアシスト ラック・アンド・ピニオン
- ステアリング・ホイール: カーボンファイバー製
- エレクトロニクス: FIA スタンダードECU、FIA公認電子/電気システム
- 計器: MES
- 燃料システム: ATL製ケブラー強化ゴムタンク
- 潤滑油: ペトロナス Tutela

#### トランスミッション
- ギアボックス: 8速+リバース、カーボンファイバー製メインケース
- ギアセレクション: セミオートマチック・シーケンシャル（油圧式）
- クラッチ: カーボンプレート

#### サイズ
- 全長: 5,000mm以上
- 全幅: 2,000mm
- 全高: 950mm
- 重量: 752kg

### パワーユニット
- 型式: メルセデスAMG F1 M12 E Performance
- 重量: 150kg
- 構成: 内燃機関/エンジン(ICE)、モーター・ジェネレーター・ユニット・キネティック(MGU-K)、モーター・ジェネレーター・ユニット・ヒート(MGU-H)、ターボチャージャー(TC)、エナジーストア(ES)、コントロールエレクトロニクス(CE)
- 割り当て: ICE/TC/MGU-H ドライバーに対し3基、MGU-K/ES/CE ドライバーに対し2基

#### 内燃エンジン(ICE)
- 排気量: 1,600cc
- 気筒数: V型6気筒
- バンク角: 90度
- バルブ数: 24
- 最高回転数: 15,000rpm(レギュレーションで規定)
- 最大燃料流量: 100kg/h（10,500rpm以上）
- 燃料噴射方式: 高圧縮直噴（1つの噴射機/シリンダーあたり最大500bar）
- ターボチャージャー: 同軸単段コンプレッサー、排気タービン
- エキゾーストタービン最大回転数: 125,000rpm

#### ERS（エネルギー回生装置）
- 構成: 電気モーター・ジェネレーター・ユニットを介した統合ハイブリッドエネルギー回生
- エナジーストア: リチウムイオンバッテリー（規定重量の20kg）
- 最大エネルギー蓄積量: 4MJ
- MGU-K
  - 最高回転数: 50,000rpm
  - 最大出力: 120kW（161bhp）
  - エネルギー回収: 2MJ
  - エネルギー放出: 4MJ（フルパワー時で33.3秒）
- MGU-H
  - 回転数: 125,000rpm
  - 最大出力: 無制限
  - 最大エネルギー回生: 無制限（1周あたり）
  - 最大エネルギー放出量: 無制限（1周あたり）

#### 燃料&潤滑油
- 燃料: ペトロナス Primax
- 潤滑油: ペトロナス Syntium

## 記録
（key）
| 年   | No. | ドライバー | BHR | EMI | POR | ESP | MON | AZE | FRA | STY | AUT | GBR | HUN | BEL | NED | ITA | RUS | TUR | USA | MXC | SÃO | QAT | SAU | ABU | ポイント | ランキング |
| ---- | --- | ---------- | --- | --- | --- | --- | --- | --- | --- | --- | --- | --- | --- | --- | --- | --- | --- | --- | --- | --- | --- | --- | --- | --- | -------- | ---------- |
| 2021 | 44  | ハミルトン | 1   | 2   | 1   | 1   | 7   | 15  | 2   | 2   | 4   | 1   | 2   | 3   | 2   | Ret | 1   | 5   | 2   | 2   | 1   | 1   | 1   | 2   | 613.5    | 1位        |
| 2021 | 77  | ボッタス   | 3   | Ret | 3   | 3   | Ret | 12  | 4   | 3   | 2   | 3   | Ret | 12  | 3   | 3   | 5   | 1   | 6   | 15  | 3   | Ret | 3   | 6   | 613.5    | 1位        |

- 太字はポールポジション、斜字はファステストラップ
- † 印はリタイアだが、90%以上の距離を走行したため規定により完走扱い。